# Трихокомові
Трихокомові (Trichocomaceae) — родина аскомікотових грибів порядку евроціальних (Eurotiales). Більшість видів має космополітичне поширення. Це сапротрофи. Ростуть у ґрунті. Викликають гниття рослин та псування харчових продуктів. З Penicillium та Aspergillus виготовляють антибіотики.

## Роди
- Aspergillus
- Byssochlamys
- Capsulotheca
- Chaetosartorya
- Chaetotheca
- Chromocleista
- Citromyces
- Cristaspora
- Dendrosphaera
- Dichlaena
- Dichotomomyces
- Edyuillia
- Emericella
- Erythrogymnotheca
- Eupenicillium
- Eurotium
- Fennellia
- Hamigera
- Hemicarpenteles
- Neocarpenteles
- Neopetromyces
- Neosartorya
- Paecilomyces
- Penicilliopsis
- Penicillium
- Petromyces
- Phialosimplex
- Rasamsonia
- Sagenoma
- Sagenomella
- Sclerocleista
- Sphaeromyces
- Stilbodendron
- Talaromyces
- Thermoascus
- Torulomyces[1][2]
- Trichocoma
- Warcupiella